# Stanislaw Maslow
Stanislaw Maslow (ukrainisch Станіслав Маслов; * 19. Januar 1989) ist ein ukrainischer Leichtathlet, der im Mittel- und Langstreckenlauf an den Start geht.

## Sportliche Laufbahn
Erste internationale Erfahrungen sammelte Stanislaw Maslow im Jahr 2011, als er bei den U23-Europameisterschaften in Kaunas in 3:53,14 min den elften Platz im 1500-Meter-Lauf belegte. 2014 startete er bei den Europameisterschaften in Zürich und erreichte auch dort nach 3:54,59 min Rang elf. Im Jahr darauf schied er bei den Halleneuropameisterschaften in Prag im 3000-Meter-Lauf mit 7:53,13 min in der Vorrunde aus.
In den Jahren 2014, 2015 und 2019 wurde Maslow ukrainischer Meister im 1500-Meter-Lauf sowie 2015 auch über 5000 Meter. Zudem siegte er 2015 in der Halle über 1500 und 3000 Meter.

## Persönliche Bestzeiten
- 1500 Meter: 3:38,02 min, 27. Juni 2015 in Sopot
  - 1500 Meter (Halle): 3:44,26 min, 4. Februar 2012 in Luxemburg
- 3000 Meter: 7:47,22 min, 6. Juli 2015 in Sotteville-lès-Rouen
  - 3000 Meter (Halle): 7:53,13 min, 6. März 2015 in Prag
- 5000 Meter: 13:53,99 min, 1. August 2015 in Kirowohrad